# لعبة مستقلة: الفلم
لعبة مستقلة: الفيلم هو فيلم وثائقي قام بإنتاجه صانعا الأفلام جيمس سويرسكي وليسان باجوت. يحكي الفيلم عن كفاح مطوري الألعاب إدموند مكميلن و‌تومي ريفينيس أثناء تطوير لعبة سوبر ميت بوي و‌فيل فيش أثناء تطوير لعبة فيز و‌جوناثان بلو والذي يحكي عن نجاح لعبته بريد.
بعد نجاح كيك ستارتر، تم إجراء مقابلات مع مطورين مستقلين بارزين داخل المجتمع. بعد تسجيل أكثر من 300 ساعة من اللقطات، قرر سويرسكي وباجوت قطع الفيلم لمتابعة المطورين الأربعة المحددين. كان المنطق وراء ذلك هو إظهار تطور اللعبة في أزمنة «الماضي والحاضر والمستقبل» من خلال قصة كل فرد.

## ملخص
يُظهر الفيلم المستوى العالي من التعبير الشخصي الذي ينتقل عادةً إلى الألعاب المستقلة، من خلال قصة ثلاث ألعاب: « جديلة» صدر في عام 2008، «سوبر ميت بوي» كان يستعد لإصداره عام 2011، بينما كانت«فيز» تكافح مع جحيم التطوير لعدة سنوات.
يروي مطور برايد جوناثان بلو عملية تفكيره للعبة: كيف رغب في وضع «أعمق العيوب ونقاط الضعف» فيها وكيف تحولت تجربته الأولية في التصميم بسرعة من التجربة إلى الاكتشاف. يتحدث أيضًا عن تداعيات اللعبة: عندما يتم إصدار «برايد»، تلقى إشادة من النقاد على نطاق واسع، لكن Blow أصيب بخيبة أمل، عندما لا «يحصل» جزء كبير من اللاعبين على الرسالة والموضوعات الأساسية للعبة. يقوم بمحاولات للتأثير على انطباع الجمهور عن اللعبة من خلال مشاركات المنتدى وتعليقات المدونة، ولكن هذا في النهاية يحوله إلى شخصية كوميدية يشعر بعدم الارتياح تجاهه. تظل اللعبة نجاحًا تجاريًا وحاسمًا.
شرع مطورو «سوبر ميت بوي» Team Meat (ادموند ماكميلين وتومي ريفينيس) في القيام بلعبة منصة تعود إلى تجارب ألعاب الفيديو الخاصة بهم. يتحدث ماكميلن عن هدفه الدائم للتواصل مع الآخرين من خلال عمله. يواصل حديثه عن لعبته لعام 2008 الأثير التي تؤرخ لمشاعر طفولته من الوحدة والعصبية والخوف من الهجران. كما يسلط الضوء على تقنيات تصميم المستوى التي يستخدمها، وكيف يعلم اللاعبين اللعب بدون دروس مكثفة.
بعد مرور عام تقريبًا على التطوير، تقدم فريق مايكرسوفت فرصة للمشاركة في عرض ترويجي لـ إكس بوكس لايف آركيد يسمى "Game Feast"، بشرط إنهاء اللعبة في غضون شهر، والتي قبلوها على مضض بسبب الوضع المالي السيئ. يذهب التطوير إلى  وقت الأزمة، ويؤثر على زواج ماكميلين، وعلى صحة ريفينيس، الذي يتحمل العبء الأكبر من العمل. يأسف ريفينيس أيضًا كيف ضحى بحياته الاجتماعية لإنجاز اللعبة، لكنه يعرب عن امتنانه لعائلته التي تدعم هدفه. نجح الفريق في تسليم اللعبة، ولكن في يوم الإصدار، لم يتم العثور على اللعبة في أي مكان على إكس بوكس لايف آركيد، الأمر الذي يزعج ريفينيس بشكل كبير، الذي يتوقع انخفاض المبيعات نتيجة لذلك. تظهر اللعبة في النهاية في السوق، وتضاعف مبيعات "Braid" ' ، حيث بيعت 20000 وحدة في أول 24 ساعة. تفاجأ ماكميلين بالمبيعات وتأثر برد فعل المعجبين، وعلى الرغم من أن ريفينيس، المرهقة والساخرة، أقل حماسًا، إلا أن فرحه تظهر عندما يرى مقاطع فيديو لأشخاص يستمتعون باللعبة. تستمر اللعبة في نهاية المطاف في بيع مليون نسخة، مما يوفر مستوى من الأمان المالي لكلا المطورين.
مطور «فاس» بوليترون (فيل فيش وفيز) في السنة الرابعة من تطوير اللعبة: تم الإعلان عن اللعبة لأول مرة في مهرجان الألعاب المستقلة، التي دفعت فيش إلى دائرة الضوء باعتبارها «شخصية مطورة مستقلة»، ولكن لم يسمع الكثير عن اللعبة منذ ذلك الحين. التنمية منزعجة تلقي بظلال من الشك على مستقبل المشروع. يعترف فيش نفسه بأن كماله يطيل من التطور، وكذلك يفقد المنظور بمرور الوقت حول مدى جودة اللعبة حقًا. على غرار ريفينيس، يشير فيش أيضًا إلى أنه لا يرى نفسه يفعل أي شيء آخر غير الألعاب المستقلة، قائلاً إن «فاس» أصبحت هويته بمرور الوقت.
تستعد بوليترون لتقديم «فاس» في بني أركيد إكسبو، على الرغم من الإمكانية إمكانية استمرار الدعوى القضائية: الشريك التجاري الأصلي لفيش (جيسون ديجروت،  الذي لم يشارك في الفيلم وسقوطه المتوقع تمامًا جانبه من صفقة الفصل النهائية، وعلى هذا النحو، يمكنه منع بوليترون من التقديم في PAX. هذا يتسبب في معاناة الأسماك من نوبات القلق خلال فترة التحضير. تم إنشاء كشك  فيز مع ذلك، لكن العرض يواجه مشاكل، عندما تتسبب تغييرات اللحظة الأخيرة في البناء في توقف اللعبة أو تعطلها، مما يضطر Fish إلى إعادة تشغيل اللعبة من حين لآخر. اللاعبون غير منزعجين ويستمرون في الاستمتاع باللعبة مع ذلك؛ أجرى فيش عددًا من المقابلات، وعبر جيري هولكنز عن سعادته بالمنتج أيضًا. في ختام العرض، أعلن كين شاشتر، شريك فيش الجديد، أنه قد عقد اجتماعًا هو وشريكه السابق في العمل وتوصلوا إلى اتفاق يخفف عن فيش، الذي يشعر في النهاية بالرضا عن نتائج العرض، ويتعهد بأن مواصلة العمل على اللعبة وإصدارها في عام 2012.
ينهي الفيلم نفسه مع مونولوج الافتتاحي لجوناثان بلو حول كيفية اختلاف الألعاب المستقلة من خلال تقديم العيوب ونقاط الضعف، مما يجعل الألعاب أكثر شخصية. أثناء إغلاق الاعتمادات، تتخلل مقاطع الفيديو الخاصة بالألعاب المستقلة الأخرى القادمة.

## الاستقبال
حظيت لعبة "Indie Game: The Movie" باهتمام كبير من مجتمع الألعاب منذ بدايتها تقريبًا. روتن توميتوز تشير إلى موافقة بنسبة 93٪ بناءً على مراجعات من 26 النقاد، بمتوسط تقييم 7.7 / 10. يحمل الفيلم أيضًا متوسط 73/100 على ميتاكريتيك. جي 4 بالفيلم قائلة إن «لعبة مستقلة (الفيلم) تستحق بالتأكيد وقتك، ويجب أن يشاهدها الجميع في صناعة ألعاب الفيديو من الناشر والمطور والمستهلكين.» ليس هناك أخبار رائعة ردد هذه التصريحات، مشيرًا إلى أن «هناك هي انتصارات وهزائم ودموع وابتسامات.» لعبة مستقلة (الفيلم)«هو مستند يجب مشاهدته لأي شخص يتخيل نفسه لاعبًا أو لأي شخص ينغمس في قصة مستضعف جيد.»
تعرض الفيلم لانتقادات بسبب تصويره من جانب واحد للشريك التجاري السابق لفيل فيش، جيسون ديغروت، الذي صوره فيش على أنه يحاول تخريب فاس. لم يتم إجراء مقابلة مع ديجروت ولم يتم عرضه في الفيلم، وذكرت أرصدة الفيلم في الأصل أنه«طلب عدم المشاركة» في الفيلم. شون ماكغراث، الذي عمل مع ديجروتعلى 'دياد '، قال على تويتر إن إخلاء المسؤولية كان «هراء»، واصفًا صانعي الأفلام بـ «الكذابين». كان كين شاتشر، الشريك التجاري الجديد لشركة Fish الذي يظهر لاحقًا في الفيلم، هو أيضًا المنتج التنفيذي للفيلم. بعد عدة أيام، تمت مراجعة الرسالة في الاعتمادات بصمت لتوضيح أن ديجروت «لم يُطلب منه» أن يكون في الفيلم. 

## وصلات خارجية
- الموقع الرسمي
- لعبة مستقلة: الفلم على موقع IMDb (الإنجليزية)
- لعبة مستقلة: الفلم على موقع ميتاكريتيك (الإنجليزية)
- لعبة مستقلة: الفلم على موقع روتن توميتوز (الإنجليزية)
- لعبة مستقلة: الفلم على موقع نتفليكس (الإنجليزية)
- لعبة مستقلة: الفلم على موقع ألو سيني (الفرنسية)
- لعبة مستقلة: الفلم على موقع Turner Classic Movies (الإنجليزية)
- لعبة مستقلة: الفلم على موقع أول موفي (الإنجليزية)
- لعبة مستقلة: الفلم على موقع فيلمافينيتي (الإسبانية)
- لعبة مستقلة: الفلم على موقع قاعدة بيانات الفيلم (الإنجليزية)
- لعبة مستقلة: الفلم على موقع ليتربوكسد (الإنجليزية)